# هوارد جيمس بانكر
هوارد جيمس بانكر (بالإنجليزية: Howard James Banker)‏ هو عالم نبات أمريكي، ولد في 19 أبريل 1866 في Schaghticoke, New York ‏ في الولايات المتحدة، وتوفي في 13 نوفمبر 1940 في هنتنغتون في الولايات المتحدة.